# Viens de Bonis
Viens, op. 6, est une mélodie française de la compositrice Mel Bonis, datant de 1888.

## Composition
Mel Bonis compose Viens pour voix et piano, sur une poésie d'Édouard Guinand, en 1888. L'œuvre, dédiée à sa fille, est publiée à titre posthume par les éditions Armiane en 2002, puis rééditée en 2014.

## Analyse
Viens est la deuxième mélodie de Mel Bonis sur un poème d'Édouard Guinand. L'œuvre est une berceuse, sous-titrée « barcarolle ».

## Discographie
Mel Bonis, l'œuvre vocale: Doron musique, 2006

## Sources
- Étienne Jardin, Mel Bonis (1858-1937) : parcours d'une compositrice de la Belle Époque, 2020 (ISBN 978-2-330-13313-9 et 2-330-13313-8, OCLC 1153996478, lire en ligne)